# Lengefeld (Saksen)
Lengefeld is een ortsteil van de Duitse stad Pockau-Lengefeld in Saksen. Op 1 januari 2014 kwam er een einde aan de zelfstandigheid van Lengefeld en vormde de bergstad samen met de gemeente Pockau de stad Pockau-Lengefeld.